# Западная степная гадюка
Западная степная гадюка (лат. Vipera ursinii) — вид ядовитых змей из рода настоящих гадюк семейства гадюковых. Обитает в Южной Европе, редкий уязвимый вид.

## Описание
Западная степная гадюка — крупная змея с длиной тела около 55 см и длиной хвоста 7—9 см, самки часто крупнее самцов. В Поволжье максимальная длина тела самцов достигает 61 см, самок — 63 см. Голова слегка вытянута, края морды приподняты. Верхняя поверхность головы впереди лобного и надглазничных щитков покрыта мелкими щитками неправильной формы. Межчелюстный щиток обычно касается одного апикального щитка. Носовое отверстие прорезано в нижней части носового щитка. Вокруг середины туловища — 19-21 ряд чешуй. Брюшных щитков — 120—152, подхвостовых — 20-32 пары.
Сверху гадюка окрашена в буровато-серые тона, с более светлой серединой спины и с чёрной или темно-коричневой зигзагообразной полосой по хребту, иногда разбитой на отдельные пятна. По бокам туловища — ряд темных нерезких пятен. На верхней стороне головы расположен темный рисунок. Брюхо серое, со светлыми крапинами.

## Ареал
Ареал западной степной гадюки включает Южную и Юго-Восточную Европу от юго-востока Франции на западе ареала до Молдовы и юго-востока Румынии на востоке и от севера Венгрии на севере до центральной Греции на юге. Ареал очень фрагментированный, везде встречается крайне редко, в Австрии, Болгарии и, возможно, Молдавии скорее всего уже полностью исчезла.

## Образ жизни
Степная гадюка — типичный обитатель равнинных и горных полынных степей, встречается также на остепненных альпийских лугах, сухих склонах с кустарником, в глинистых оврагах и полупустынных местообитаниях. В горы поднимается до 2500—2700 метров над уровнем моря. В основных местах обитания степная гадюка — обычный вид. Иногда наблюдаются локальные скопления до нескольких десятков особей на 1 га. Сезон активности длится с конца марта — апреля по октябрь. После зимней спячки появляется при температуре не ниже 4-8°С. Весной гадюка встречается на поверхности днем, а в летние месяцы — утром и вечером. Продолжительность сезона активности составляет 210—225 суток. Период спаривания в апреле-мае; в августе самки приносят 3-10 детенышей длиной 13-16 см. Беременность длится 90-120 суток, самка приносит от 4 до 24 детенышей в июле-сентября. Длина новорожденных особей 11-13 см при массе тела 3,2-4,4 г. Половозрелости достигают на третьем году жизни при длине туловища 27-30 см.
На суше гадюка передвигается довольно медленно, но хорошо плавает и может взбираться на ветви кустарников и низкорослых деревьев. В поисках пищи она посещает колонии мышевидных грызунов и гнезда птиц.
Степная гадюка охотится на мелких позвоночных животных (мышевидные грызуны, птенцы наземно гнездящихся птиц и ящерицы), прямокрылых насекомых (саранча, кузнечики, сверчки) и паукообразных. Молодые гадюки питаются насекомыми и мелкими ящерицами.
Раньше степная гадюка использовалась для получения яда, но в связи с резким сокращением численности этот промысел прекращен.

## Охрана
В Красный список МСОП западная степная гадюка занесена как уязвимый вид.
Во всех европейских странах находится под охраной Бернской конвенции как вид находящийся под угрозой исчезновения. Популяция резко падает в связи с распашкой земель. Занесена в Аннотированный перечень таксонов и популяции, нуждающихся в особом внимании к их состоянию в природной среде.

## История классификации вида
Ранее в вид Vipera ursinii включали также Vipera renardi — восточную степную гадюку, которую в 2005 г. выделили в отдельный вид. Обе формы до разделения были известны под общим названием Степная гадюка.

## Подвиды
Различают 5 подвидов степной гадюки:
- Vipera ursinii macrops (Méhely, 1911) — большая часть Балканского полуострова кроме его восточной части;
- Vipera ursinii moldavica Nilson, Andrén et Joger, 1993 — Молдавия, Румыния, Болгария;
- Vipera ursinii rakosiensis Méhely, 1893 — восточная Австрия, Венгрия, Словения, Хорватия, Сербия, южная Румыния, северная Болгария;
- Vipera ursinii ursinii (Bonaparte, 1835) — номинативный подвид, обитающий в центральной части Апеннинского полуострова;
- Vipera ursinii wettsteini Knöpfler & Sochurek, 1955 — юго-восток Франции.

## Фото
- V. u. macrops
- V. u. rakosiensis
- Молодая западная степная гадюка
- V. u. wettsteini